# Edward Hobart Seymour

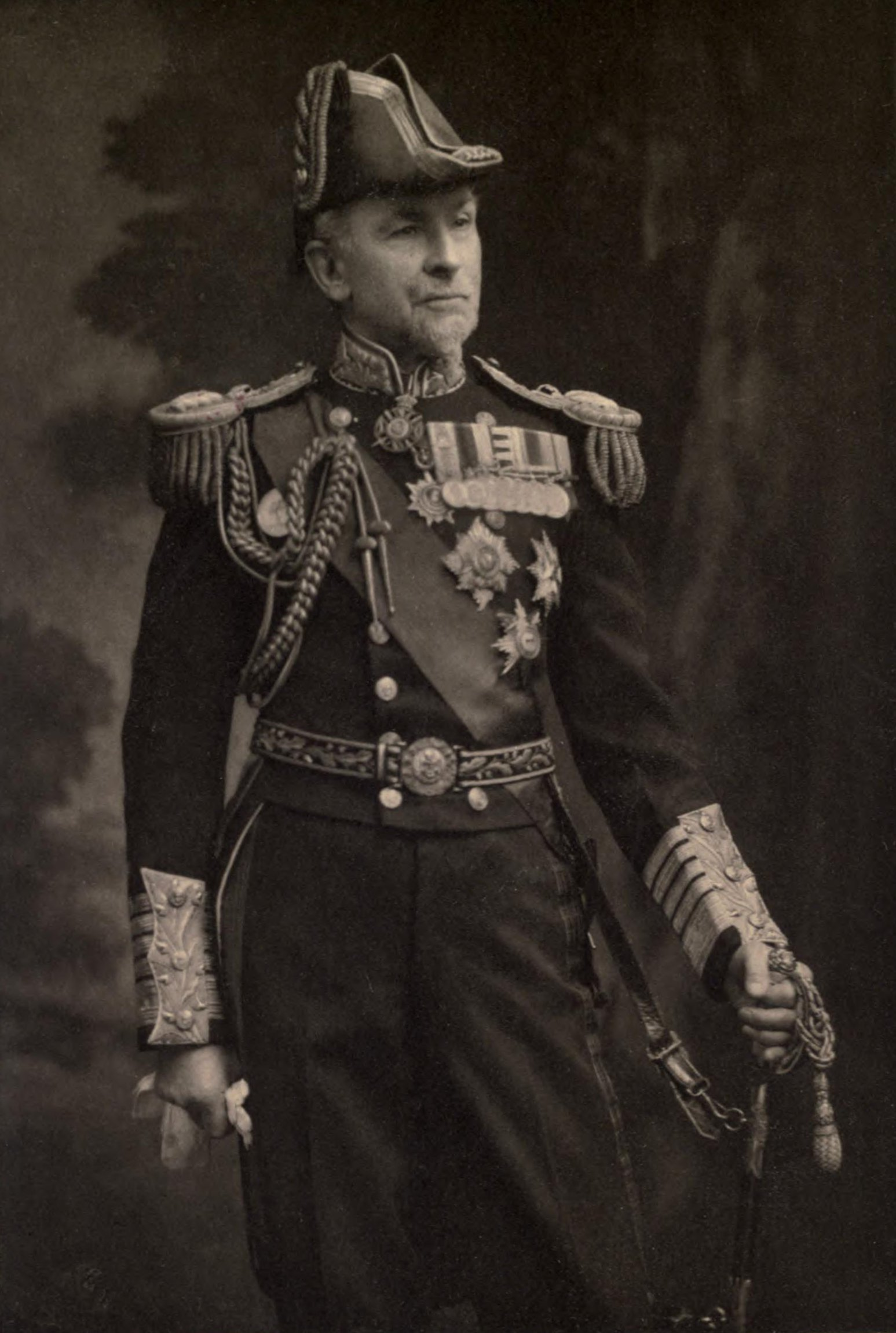
Sir Edward Hobart Seymour

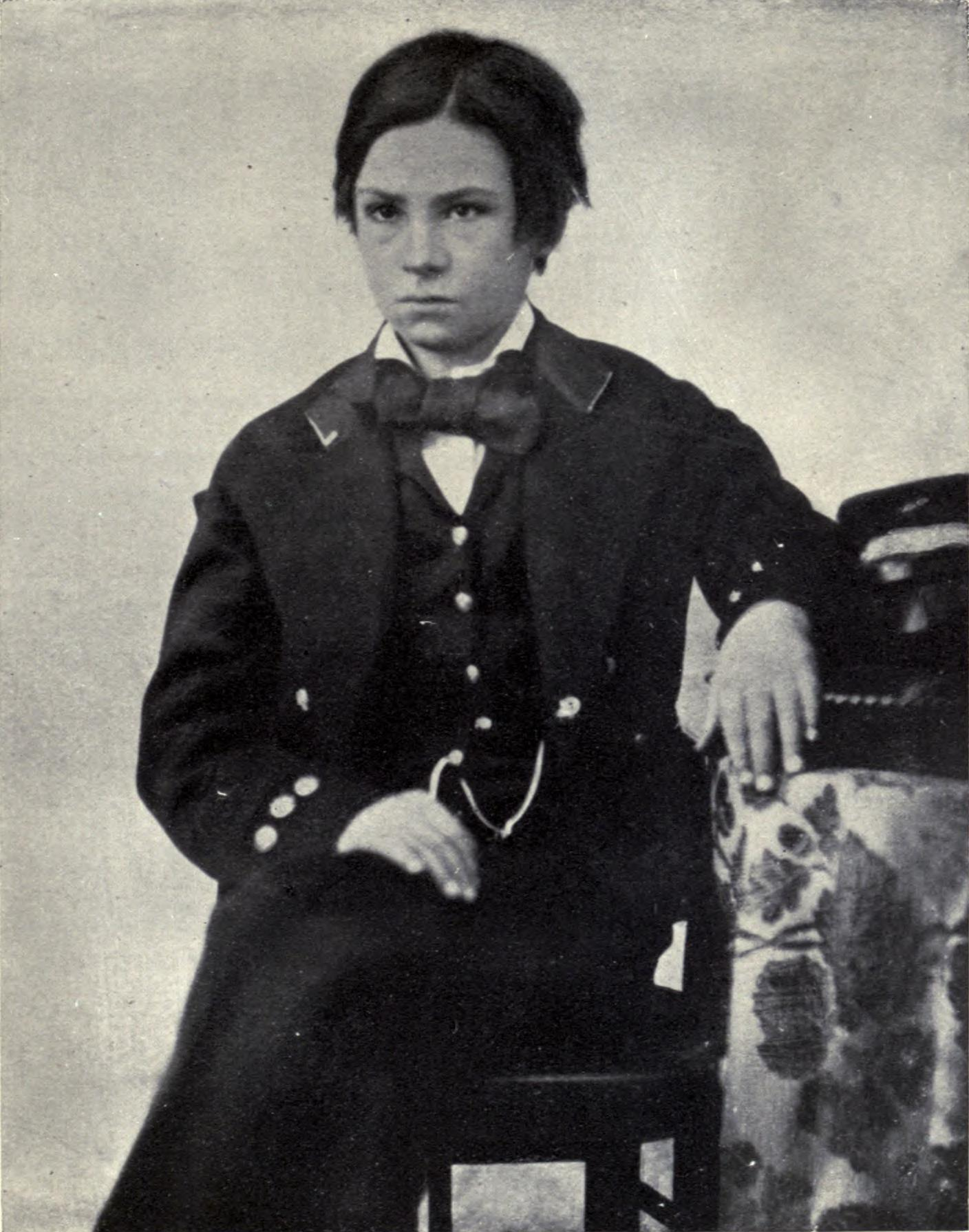
Seymour als 15-Jähriger

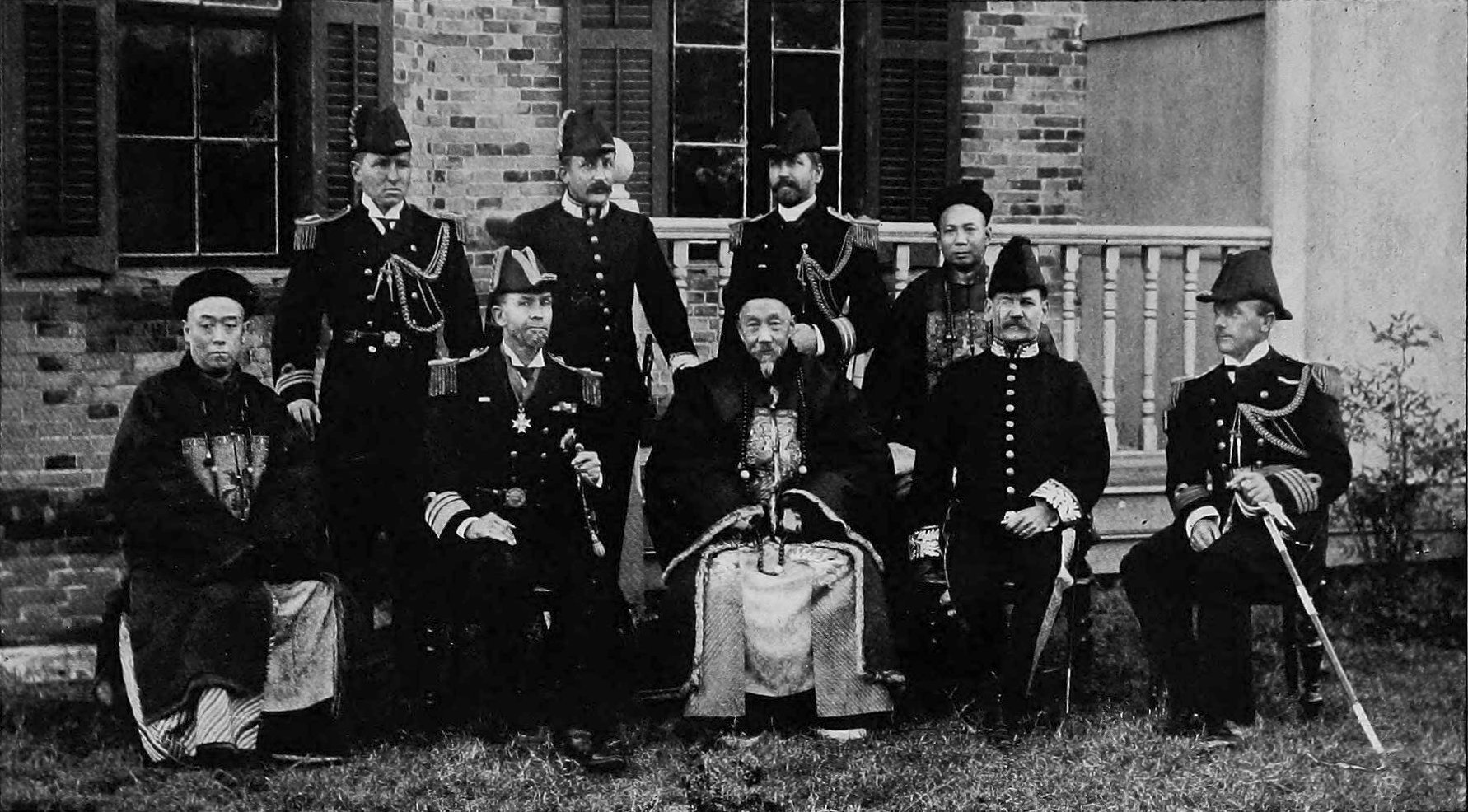
Seymour (dritter von links) mit Li Hongzhang

Sir Edward Hobart Seymour, OM, GCB, GCVO, (* 30. April 1840 in Kinwarton, Warwickshire; † 2. März 1929 in Maidenhead) war ein Admiral der britischen Royal Navy.

## Leben
Seymour wurde am 30. April 1840 als zweiter Sohn eines Pfarrers in Kinwarton (Warwickshire) geboren.
Ab 1850 besuchte er das Radley College. Nach dessen Abschluss besuchte er ab Oktober 1852 die Eastman’s Naval Academy in Southsea und bestand zwei Monate später die Aufnahmeprüfung in die Marine. Am folgenden Tag erfolgte seine Versetzung als Midshipman (Seekadett) an Bord der HMS Encounter.
Im Januar 1854 wurde er bei Beginn der Spannungen mit Russland an Bord der HMS Terrible ins Schwarze Meer versetzt und verblieb mit ihr bis zum Ende der militärischen Operation des Krimkriegs vor Ort.
Im Anschluss erfolgte seine Versetzung nach Ostasien auf die HMS Calcutta, das Flaggschiff seines Onkels Michael Seymour, wo er im Laufe des Zweiten Opiumkriegs an der Schlacht von Fatshan Creek, der Einnahme Kantons sowie den Kämpfen um die Taku-Forts teilnahm.
Nach einem Sonnenstich wurde er nach Großbritannien zurückbeordert und bestand die Prüfung zum Mate.
Nach seiner Genesung kehrte er zurück, wurde zum Lieutenant befördert und nahm an der erfolgreichen Erstürmung der Taku-Forts teil.
Im Anschluss nahm er an Kämpfen gegen die Taiping-Rebellen und den Einnahmen von Ningpo und Jiading teil.
1863 nach Großbritannien zurückgekehrt diente er drei Jahre in Portsmouth als Adjutant seines Onkels. 26-jährig erfolgte seine Beförderung zum Commander. Nach zwei Jahren auf Halbsold erhielt er eine Verwendung bei der irischen Küstenwache und im Sommer 1869 den Befehl über das Kanonenboot Growler an der Westküste Afrikas. Bei Kämpfen auf dem Kongo wurde er schwer am Bein verwundet. Erneut wurde er, diesmal 18 Monate auf Halbsold gesetzt.
Im März 1873 erfolgte seine Beförderung zum Captain, und es folgten Kommandos auf einem Postschiff und einem Truppentransporter. 1879 wiederum auf Halbsold gesetzt wurde er ab April 1880 im Mittelmeer eingesetzt. Erst auf dem Kreuzer HMS Iris, dann an Land in Ägypten während der Ereignisse die dem Urabi-Aufstand folgten. Von November 1882 bis Februar 1885 übernahm er das Kommando über das Schlachtschiff HMS Inflexible. Erneut für 10 Monate auf Halbsold gesetzt diente er im Anschluss unter Admiral George Willes und wurde stellvertretender Inspekteur der Marinereserve. 1889 wurde er 49-jährig zum Rear Admiral befördert und nutzte die folgende lange Zeit auf Halbsold für Reisen nach Frankreich, Russland, Westindien und die Vereinigten Staaten. Es folgten Verwendungen als stellvertretender Kommandeur der Channel Squadron und als Inspekteur der Reserve.
Am 22. Juni 1897 wurde er als Knight Commander des Order of the Bath geadelt und führte dadurch fortan das Prädikat „Sir“.
Im Dezember 1897 trat Seymour seinen Posten als Oberbefehlshaber der China Station an. In seine Amtszeit fiel der Ausbruch des Boxer-Aufstands. Während der Kampfhandlungen befehligte er ein internationales Expeditionskorps.
Am 9. November 1900 wurde er zum Knight Grand Cross des Order of the Bath erhoben. Im März 1901 zum Admiral befördert, wurde er im Februar 1905 Admiral of the Fleet. 1902 wurde er als Member des Order of Merit und am 15. Mai 1906 als Knight Grand Cross in den Royal Victorian Order ausgezeichnet. 1909 wurde er ins Privy Council aufgenommen.
1910 ging er in den Ruhestand.
Seymour verstarb am 2. März 1929 in Hedsor View, Maidenhead Court, Maidenhead, Berkshire.

## Oberbefehlshaber, China Station
Boxer-Aufstand
Seymour wurde am 18. Februar 1898 Oberbefehlshaber der China Station mit seiner Flagge im Schlachtschiff HMS Centurion. Anfang 1900 entschieden sich die Boxer, eine ländliche Massenbewegung, China vom westlichen Einfluss zu befreien und im Juni 1900 rückten sie nach Peking vor, um die Boxer-Rebellion einzuleiten. Die diplomatischen Gesandtschaften in Peking baten um militärische Unterstützung. Am 9. Juni 1900 telegraphierte Sir Claude MacDonald, der britische Minister, Seymour und berichtete, dass die Situation in Peking „stündlich immer ernster wurde“ und dass „Truppen gelandet werden sollten und alle Vorbereitungen für einen Vorstoß nach Peking sofort getroffen wurden.“ Als Antwort stellte Seymour eine leicht bewaffnete Truppe von 2.000 Seeleuten und Marinesoldaten von westlichen und japanischen Kriegsschiffen in Tianjin zusammen. Die Expedition führte sie mit dem Zug nach Peking. Seymours Truppe bestand aus 916 Briten, 455 Deutschen, 326 Russen, 158 Franzosen, 112 Amerikanern, 54 Japanern, 41 Italienern und 26 Österreichern.
Am ersten Tag reiste die alliierte Streitmacht 25 Kilometer ohne Zwischenfälle über eine Brücke in Yancun über den Hai-Fluss, obwohl der chinesische General Nie Shicheng und tausende seiner Soldaten dort lagerten. Die nächsten Tage vergingen langsam, als Seymour die Eisenbahnstrecke reparieren und die Angriffe der Boxer abwehren musste, während seine Züge vorrückten. Am 14. Juni 1900 griffen mehrere hundert mit Schwertern, Speeren und Gingalen bewaffneten Boxer Seymour zweimal an und töteten fünf italienische Matrosen, die als Streikposten agiert hatten. Die Amerikaner zählten 102 Boxer-Leichen, die am Ende einer Schlacht auf dem Schlachtfeld zurückgelassen wurden.
Am 16. Juni 1900 gab es einen verbündeten europäischen und japanischen Angriff auf die Taku-Forts. Als Folge des Angriffs in Dagu/Taku beschloss die chinesische Regierung, Seymours Expedition zu widerstehen und alle Ausländer in Nordchina zu töten oder zu vertreiben. Am 18. Juni 1900 wurde Seymours Truppe plötzlich von mehreren tausend gut bewaffneten chinesischen kaiserlichen Soldaten angegriffen, die Seymours Passage einige Tage zuvor nicht entgegensetzten. Die ausländischen Seeleute und Marinesoldaten, insbesondere die Deutschen, kämpften gegen den Angriff und töteten Berichten zufolge Hunderte von Chinesen bei einem Verlust von sieben Toten und 57 Verwundeten. Die Notwendigkeit, sich um die Verwundeten zu kümmern, ein Mangel an Vorräten und Munition und die Wahrscheinlichkeit weiterer chinesischer Angriffe, zwangen Seymour und seine Offiziere, sich für einen Rückzug nach Tianjin zu entscheiden.

## Trivia

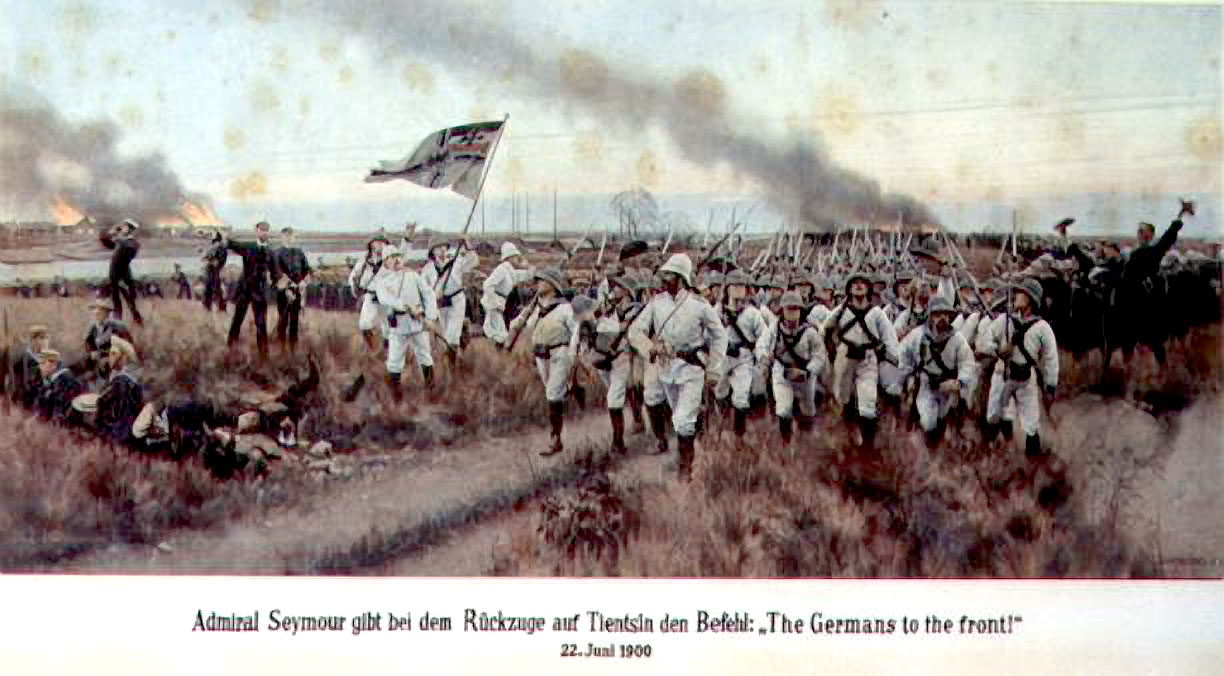
Werk von Carl Röchling

Der englische Ausruf „The Germans to the Front!“ (Die Deutschen an die Front!) soll während des Boxer-Aufstands von ihm getan worden sein und inspirierte den Militärmaler Carl Röchling zu seinem gleichnamigen Werk.